# Ұ
Ұ, ұ (прямая У со штрихом) — буква расширенной кириллицы. Используется только в казахском алфавите, где является 27-й буквой и имеет фонетическое значение [ʊ].
Изначально в 1940—1951 годах использовалась буква Ӯ, которая в 1951 году была заменена на Ұ.

## Аналоги
| Современная кириллица | Миссионерская кириллица | Латиница Яналиф           | Латиница пиньинь | МФА |
| --------------------- | ----------------------- | ------------------------- | ---------------- | --- |
| Ұұ                    | Уу                      | Uu (до 1938) Ūū (1938—40) | Uu               | [ʊ] |